# Kalnciems
Kalnciems er beliggende i Jelgavas distrikt i det centrale Letland og fik byrettigheder i 1991. Byen opstod i slutningen af det 19. århundrede da en murstensfabrik opførtes. Før Letlands selvstændighed i 1918 var byen også kendt på sit tyske navn Kalnzeem.